# 世界の果てまでイッテQ!
『謎とき冒険バラエティー 世界の果てまでイッテQ!』（なぞときぼうけんバラエティー せかいのはてまでイッテキュー）は、日本テレビ系列で2007年2月4日から毎週日曜日 19時58分 - 20時54分（JST）に放送されているバラエティ番組・紀行番組である。
新聞のラテ欄（番組表）では1行の文字数の都合により『世界の果てイッテQ!』と表記されている。略称は『イッテQ!』。

## 概要
2005年10月3日から2006年3月27日まで深夜に放送されていた『クイズ発見バラエティー イッテQ!』が前身である。2006年に2度放送された同番組の特番の好評を受け、約1年を置いてゴールデンタイム進出となった。番組タイトルのとおり世界各国でロケーションを行うが、不定期に日本国内を舞台にした企画も放送されている。
MCは深夜時代に引き続き内村光良（ウッチャンナンチャン）が務める。内村にとっては、2005年3月に終了した『ワールド☆レコーズ』以来1年11ヶ月ぶり、また新たにレギュラーMCに加わったオセロは、前番組の『ウタワラ』から続投となった 。その後MCはオセロが降板して内村一人のみとなった。
企画・演出は、『月曜から夜ふかし』や『嵐にしやがれ』、『うわっ!ダマされた大賞』なども担当している古立善之が務めている。
本番組は放送開始以来、レギュラー放送の日時は一貫して変更されていない。なお、特番として19時にスタートする場合は、19時の30秒前（18時59分30秒）から当日の見どころを紹介するVTRが流れる（通常編成時の『ザ!鉄腕!DASH!!』と同様）。
2012年12月30日には、19時から23時（21時42分から21時48分はミニ枠挿入のため一時中断）までと、過去最長となる4時間の拡大版が放送され、初の生放送を行った。また、2013年以降の春と秋の番組改編期には『DASHでイッテQ!行列のできるしゃべくり 日テレ系人気番組No.1決定戦』と題した他番組との合同特番が放送されている。
2014年には初めてDVD化され、8月27日に発売された。
2016年2月7日には番組開始10年目企画として人類（バラエティ番組）で初となる、「宇宙空間での番組 (VTR) 上映」を果たした。
2016年10月16日19時 - 20時54分には『ザ!鉄腕!DASH!!』とコラボレーションを行い、『DASH×イッテQ!はじめての交換留学2時間SP』が放送された。2018年3月25日19時 - 20時54分には第2弾となる『DASH×イッテQ!交換留学2時間SP』が2年ぶり2回目の放送が行われた。
2018年11月18日、企画の一つである「世界で一番盛り上がるのは何祭り？」におけるやらせ疑惑が指摘された問題を受けて、番組内において視聴者に向けて謝罪した。
2019年7月5日、前述のやらせ疑惑について、BPO（放送倫理・番組向上機構）は放送倫理違反と判断。当該企画について、祭りは実在せず、現地のコーディネーターが番組のために用意したものであったのに制作スタッフが把握していなかったと指摘した。その後、日本テレビが「意見を真摯に受け止め、今後の番組制作にいかしてまいります」とコメントを発表した。
2019年11月24日、出演者のイモトアヤコが番組ディレクターの石崎史郎と結婚したことを番組内で報告した。
2020年4月19日からは、新型コロナウイルス感染拡大防止の為、レギュラー陣は全員テレワーク出演となり、内村はスタジオセットが合成されたクロマキーの前に立ち、レギュラー陣のやりとりはLINEのトークを模した画面（まれに設置されたカメラの映像が映る事もある）で表示する手法がとられていた。オープニングでは『笑点』のようにレギュラー陣が順番に挨拶する（BGMも笑点のテーマを使用）演出が行われた。
同年6月29日放送分からはスタジオでの収録が再開されたが、7月5日までの2週分は内村以外のメンバーが引き続きテレワークのままだった。その後、7月12日から出演者全員がスタジオに集合するようになり、クロマキー合成のまま距離をとって収録する手法（広いスタジオ一面にグリーンのクロマキーが設けられ、出演者は逆凹型に並ぶように座っている。放送上は距離を寄せる編集）がとられていたが、2021年4月11日より出演メンバーがスタジオに登場し、距離をとりつつ以前のようにスタジオでの収録が再開された（スタジオ出演者のうち1組は前半・後半で入れ替え）。
2025年2月2日、放送予定の4時間前に急遽放送内容を変更することを発表。該当時間帯は総集編が放映された。日本テレビは「韓国でのロケーション撮影の際に取材協力先について確認事項が発生した」と説明し、産経新聞は世界平和統一家庭連合（旧・統一教会）系の芸術団であるリトルエンジェルスについて、取り上げたことが発覚したためと報じた。同月7日、日本テレビは、2日の放送変更について、韓国ロケの協力先が「いわゆる統一教会の関連団体であるとの指摘が外部からあった」と理由を明かし、調査によっても統一教会と無関係であるとの確証を得るまでには至らなかったとして、当該企画については今後も放送しないとの判断を示した。

## イッテQ!メンバー

### レギュラー
- 内村光良（ウッチャンナンチャン）
  - 「ヘルメットおじさんシリーズ」
  - 「イッテQ！遠泳部・ダンス部」
- 宮川大輔
  - 「世界で一番盛り上がるのは何祭り？」
  - 「宮川探検隊〜見たら分かるすっごいやつやん〜」
- 大島美幸・黒沢かずこ・村上知子（森三中）
  - 「温泉同好会」
  - 「女芸人一芸合宿」
- イモトアヤコ[注 5]
  - 「珍獣ハンターイモトワールドツアー」
  - 「イッテQ！登山部」
- いとうあさこ[注 6]
  - 「いとうあさこのミステリーツアー」
  - 「温泉同好会」
  - 「女芸人一芸合宿」
- 出川哲朗[注 7]
  - 「男の挑戦シリーズ」
  - 「はじめてのおつかい」
  - 「俺の金メダル」

### 準レギュラー
- よしこ・まひる（ガンバレルーヤ）
  - 「ガンバレルーヤのど根性シリーズ」
  - 「温泉同好会」
  - 「女芸人一芸合宿」
- みやぞん（元 ANZEN漫才）
  - 「世界の果てまでイッタっきり」
  - 「世界ゼロ星ホテルの旅」
- 中岡創一（ロッチ）
  - 「ロッチ中岡のQtube」
- デヴィ夫人
  - 「死ぬまでにやりたい10のコト」
  - 「デヴィ•出川の諸国漫遊記」
  - 「デヴィ女子会」
- 河北麻友子・堀田茜・谷まりあ（古参出川ガールズ）／箭内夢菜・横田真悠・塚本恋乃葉 （新出川ガールズ）
  - 「出川女子会・デヴィ女子会」
  - 「マジシャン出川」
  - 「出川の歩き方」（堀田）
  - 「パパラッチ出川」（谷）
- 川村エミコ（たんぽぽ）／椿鬼奴／ バービー（フォーリンラブ）／ゆいP・オカリナ（おかずクラブ）／やしろ優
  - 「温泉同好会」
  - 「女芸人一芸合宿」
- 金子貴俊
  - 「オーシャンズ金子のプロジェクトQ」
- チャンカワイ（Wエンジン）
  - 「水族館プロジェクト」
- ギャビン（元 まかろにステーション）
  - 「ギャビンのボランティア旅」
  - 「撮ってこい!シリーズ」
- キジー
  - 「キジーの大冒険・ターザン王への道」

### 候補生
- いわたまあり
- 辻加純
- うちだすぺしゃるはーたみん（足腰げんき教室）
- 大石大祐（鬼ぷりん）
- 才川コージ
- 澤井一希

### 元レギュラー
- 松島尚美・中島知子（元 オセロ）
  - 「世界遺産100個、100万円で見られるの？ ～松嶋尚美の深夜特急～」
- ベッキー
  - 「ラッキーツアー」
  - 「世界ワンコイングルメツアー」
  - 「ベッキーの代表作を作ろう」
- 手越祐也（元 NEWS）
  - 「手越祐也のノーチャラ生活」
  - 「エンターテイナー手越」
  - 「手越祐也の俺んとこもってこい!」

### 元準レギュラー
- 三村マサカズ・大竹一樹（さまぁ〜ず）
  - 「イカ職人の実験シリーズ」（三村）
  - 「たけじろう先生の自由研究」（大竹）
- 板倉俊之・堤下敦（インパルス）
  - 「ミッション•インポッシブル隊シリーズ」
- ふかわりょう
  - 「世界の床屋さんでおまかせで頼むとどんな髪型になるの？」
- 川口直哉・野村大輔（元 だいなお）
  - 「アマゾン川の始まりはどこ？」
- ヴィンテージ武井（現 武井ドンゲバビー）
  - 「超田舎に泊まろう!」
- ボビー・オロゴン
  - 「ボビー親子が挑むシリーズ」
- 鈴木奈々
  - 「クイズ鈴木さん in THE WORLD」
- 森山あすか
  - 「世界の果てまでイッタっきり」

## ネット局と放送時間
| 放送対象地域   | 放送局                    | 系列                                         | 放送日時           | ネット状況 |
| -------------- | ------------------------- | -------------------------------------------- | ------------------ | ---------- |
| 関東広域圏     | 日本テレビ（NTV）         | 日本テレビ系列                               | 日曜 19:58 - 20:54 | 制作局     |
| 北海道         | 札幌テレビ（STV）         | 日本テレビ系列                               | 日曜 19:58 - 20:54 | 同時ネット |
| 青森県         | 青森放送（RAB）           | 日本テレビ系列                               | 日曜 19:58 - 20:54 | 同時ネット |
| 岩手県         | テレビ岩手（TVI）         | 日本テレビ系列                               | 日曜 19:58 - 20:54 | 同時ネット |
| 宮城県         | ミヤギテレビ（MMT）       | 日本テレビ系列                               | 日曜 19:58 - 20:54 | 同時ネット |
| 秋田県         | 秋田放送（ABS）           | 日本テレビ系列                               | 日曜 19:58 - 20:54 | 同時ネット |
| 山形県         | 山形放送（YBC）           | 日本テレビ系列                               | 日曜 19:58 - 20:54 | 同時ネット |
| 福島県         | 福島中央テレビ（FCT）     | 日本テレビ系列                               | 日曜 19:58 - 20:54 | 同時ネット |
| 山梨県         | 山梨放送（YBS）           | 日本テレビ系列                               | 日曜 19:58 - 20:54 | 同時ネット |
| 新潟県         | テレビ新潟（TeNY）        | 日本テレビ系列                               | 日曜 19:58 - 20:54 | 同時ネット |
| 長野県         | テレビ信州（TSB）         | 日本テレビ系列                               | 日曜 19:58 - 20:54 | 同時ネット |
| 静岡県         | 静岡第一テレビ（SDT）     | 日本テレビ系列                               | 日曜 19:58 - 20:54 | 同時ネット |
| 富山県         | 北日本放送（KNB）         | 日本テレビ系列                               | 日曜 19:58 - 20:54 | 同時ネット |
| 石川県         | テレビ金沢（KTK）         | 日本テレビ系列                               | 日曜 19:58 - 20:54 | 同時ネット |
| 福井県         | 福井放送（FBC）           | 日本テレビ系列                               | 日曜 19:58 - 20:54 | 同時ネット |
| 中京広域圏     | 中京テレビ（CTV）         | 日本テレビ系列                               | 日曜 19:58 - 20:54 | 同時ネット |
| 近畿広域圏     | 読売テレビ（ytv）         | 日本テレビ系列                               | 日曜 19:58 - 20:54 | 同時ネット |
| 鳥取県・島根県 | 日本海テレビ（NKT）       | 日本テレビ系列                               | 日曜 19:58 - 20:54 | 同時ネット |
| 広島県         | 広島テレビ（HTV）         | 日本テレビ系列                               | 日曜 19:58 - 20:54 | 同時ネット |
| 山口県         | 山口放送（KRY）           | 日本テレビ系列                               | 日曜 19:58 - 20:54 | 同時ネット |
| 徳島県         | 四国放送（JRT）           | 日本テレビ系列                               | 日曜 19:58 - 20:54 | 同時ネット |
| 香川県・岡山県 | 西日本放送（RNC）         | 日本テレビ系列                               | 日曜 19:58 - 20:54 | 同時ネット |
| 愛媛県         | 南海放送（RNB）           | 日本テレビ系列                               | 日曜 19:58 - 20:54 | 同時ネット |
| 高知県         | 高知放送（RKC）           | 日本テレビ系列                               | 日曜 19:58 - 20:54 | 同時ネット |
| 福岡県         | 福岡放送（FBS）           | 日本テレビ系列                               | 日曜 19:58 - 20:54 | 同時ネット |
| 長崎県         | 長崎国際テレビ（NIB）     | 日本テレビ系列                               | 日曜 19:58 - 20:54 | 同時ネット |
| 熊本県         | くまもと県民テレビ（KKT） | 日本テレビ系列                               | 日曜 19:58 - 20:54 | 同時ネット |
| 大分県         | テレビ大分（TOS）         | 日本テレビ系列 フジテレビ系列                | 日曜 19:58 - 20:54 | 同時ネット |
| 宮崎県         | テレビ宮崎（UMK）         | フジテレビ系列 日本テレビ系列 テレビ朝日系列 | 日曜 19:58 - 20:54 | 同時ネット |
| 鹿児島県       | 鹿児島読売テレビ（KYT）   | 日本テレビ系列                               | 日曜 19:58 - 20:54 | 同時ネット |
| 沖縄県         | 琉球放送（RBC）           | TBS系列                                      | 日曜 13:00 - 13:56 | 遅れネット |

- テレビ宮崎では、放送日が『FNSの日』にあたる場合やFNSの特番等を優先する場合は、当日もしくは後日に振替放送を行う。

## スピンオフ番組

### イッテQ!新メンバー発掘プロジェクト
2024年4月6日から同年4月27日にかけて、日本テレビと一部地域にて土曜14時30分 - 15時枠で放送。 。
以下、主な放送内容である。
- 2024年4月6日「内村・イモト・みやぞん初面談オーディション」

- 2024年4月13日「ロッチ中岡とQtube修行」

- 2024年4月20日「イモトアヤコとジャパンツアー修行」

- 2024年4月27日「宮川大輔とお祭り修行」

### おためしイッテQ!
2024年10月6日から同年11月24日にかけて、日本テレビと一部地域にて日曜10時25分 - 11時25分枠で放送。「イッテQ！新メンバー発掘プロジェクト」でオーディションに合格した候補生が長期海外ロケに出て、ゴールデンの「イッテQ！」でもなかなか撮れない映像の撮影に挑戦する。
以下、主な放送内容である。
- 2024年10月6日「宮川ボーイズ アマゾンで巨大魚ピラルク釣りに挑戦！inブラジル」

- 2024年10月13日「いわたまありの中国パフォーマンス合宿」

- 2024年10月20日「メンバーおためし企画総集編」

- 2024年10月27日「はーたみん デンキウナギ捕獲に挑戦inペルー」

- 2024年11月3日「国内ロケ総集編」

- 2024年11月10日「出川ガールズ古参3人ロケin三重」

- 2024年11月17日「キジー&女芸人の沖縄ネイチャーツアー」

- 2024年11月24日「おためし企画名場面プレイバック」

おためしイッテQ!ネット局
- 全編ローカルセールス枠につき通常時同時ネット局でも放送局ごとの特別編成などで臨時非ネットもしくは時差ネットになる場合がある。

| 放送対象地域   | 放送局                  | 系列           | 放送日時                   | ネット状況 |
| -------------- | ----------------------- | -------------- | -------------------------- | ---------- |
| 関東広域圏     | 日本テレビ（NTV）       | 日本テレビ系列 | 日曜 10:25 - 11:25         | 制作局     |
| 北海道         | 札幌テレビ（STV）       | 日本テレビ系列 | 日曜 10:25 - 11:25         | 同時ネット |
| 青森県         | 青森放送（RAB）         | 日本テレビ系列 | 日曜 10:25 - 11:25         | 同時ネット |
| 岩手県         | テレビ岩手（TVI）       | 日本テレビ系列 | 日曜 10:25 - 11:25         | 同時ネット |
| 宮城県         | ミヤギテレビ（MMT）     | 日本テレビ系列 | 日曜 10:25 - 11:25         | 同時ネット |
| 秋田県         | 秋田放送（ABS）         | 日本テレビ系列 | 日曜 10:25 - 11:25         | 同時ネット |
| 山形県         | 山形放送（YBC）         | 日本テレビ系列 | 日曜 10:25 - 11:25         | 同時ネット |
| 福島県         | 福島中央テレビ（FCT）   | 日本テレビ系列 | 日曜 10:25 - 11:25         | 同時ネット |
| 山梨県         | 山梨放送（YBS）         | 日本テレビ系列 | 日曜 10:25 - 11:25         | 同時ネット |
| 新潟県         | テレビ新潟（TeNY）      | 日本テレビ系列 | 日曜 10:25 - 11:25         | 同時ネット |
| 長野県         | テレビ信州（TSB）       | 日本テレビ系列 | 日曜 10:25 - 11:25         | 同時ネット |
| 静岡県         | 静岡第一テレビ（SDT）   | 日本テレビ系列 | 日曜 10:25 - 11:25         | 同時ネット |
| 石川県         | テレビ金沢（KTK）       | 日本テレビ系列 | 日曜 10:25 - 11:25         | 同時ネット |
| 鳥取県・島根県 | 日本海テレビ（NKT）     | 日本テレビ系列 | 日曜 10:25 - 11:25         | 同時ネット |
| 広島県         | 広島テレビ（HTV）       | 日本テレビ系列 | 日曜 10:25 - 11:25         | 同時ネット |
| 愛媛県         | 南海放送（RNB）         | 日本テレビ系列 | 日曜 10:25 - 11:25         | 同時ネット |
| 高知県         | 高知放送（RKC）         | 日本テレビ系列 | 日曜 10:25 - 11:25         | 同時ネット |
| 福岡県         | 福岡放送（FBS）         | 日本テレビ系列 | 日曜 10:25 - 11:25         | 同時ネット |
| 長崎県         | 長崎国際テレビ（NIB）   | 日本テレビ系列 | 日曜 10:25 - 11:25         | 同時ネット |
| 鹿児島県       | 鹿児島読売テレビ（KYT） | 日本テレビ系列 | 日曜 10:25 - 11:25         | 同時ネット |
| 中京広域圏     | 中京テレビ（CTV）       | 日本テレビ系列 | 土曜 13:45 - 14:45         | 遅れネット |
| 香川県・岡山県 | 西日本放送（RNC）       | 日本テレビ系列 | 日曜 15:30 - 16:30         | 遅れネット |
| 沖縄県         | 琉球放送（RBC）         | TBS系列        | 水曜 15:49 - 16:50         | 遅れネット |
| 富山県         | 北日本放送 (KNB)        | 日本テレビ系列 | 日曜 (※不定期) 15:55-16:55 | 遅れネット |

## 関連商品

### 書籍
- 珍獣ハンターイモトの動物図鑑（日テレbooks、2009年3月）
- 珍獣ハンターイモトの動物図鑑 アフリカ編（日テレbooks、2010年4月）
- イモトアヤコの地球7周半（プレジデント社、2013年7月）
- 世界の果てまでイッテQ! 宮川大輔のワッショイお祭り紀行（幻冬舎、2015年8月）
- イッテQ! エブリデイ出川語録（日販アイ・ピー・エス、2015年11月26日）[12]
- イッテQ! エブリデイ出川語録2（日販アイ・ピー・エス、2017年3月）
- 世界の果てまでイッテQ! カレンダープロジェクト2012（日本テレビサービス、2011年12月31日）
- 世界の果てまでイッテQ!カレンダープロジェクト2013（日本テレビサービス、2012年12月20日）
- イッテQ!カレンダー2014（日本テレビ放送網、2013年12月13日）
- イッテQ!カレンダー2015（日販アイ・ピー・エス、2014年12月25日）
- イッテQ!カレンダー2016（日販アイ・ピー・エス、2015年12月21日）
- イッテQ!カレンダー2017（日販アイ・ピー・エス、2016年12月20日）
- イッテQ!カレンダー2018（日販アイ・ピー・エス、2017年12月25日）
- イッテQ!カレンダー2019（日販アイ・ピー・エス、2018年12月25日）
- イッテQ!カレンダー2020（日販アイ・ピー・エス、2020年1月4日）

### DVD
アニプレックスから発売。
- 世界で一番盛り上がる祭りは何祭り？ 〜鳥人祭り〜
- 世界一癒される場所ってどこ？ 〜カイエチュールの滝〜
- 世界一暑い場所にいたら24時間でどれだけ痩せられるの？
- 珍獣ハンター・イモト 〜イモト初登場＆コモドドラゴン〜
- 大自然でお料理！ 〜人喰いザメでワサビはおろせるの？

- イッテQ！カレンダープロジェクト2011年8月編 〜灯篭飛ばし〜
- 24時間で何か国旅行できるの？ IN ヨーロッパ
- 世界で一番盛り上がるのは何祭り？ 〜チーズ転がし祭り〜
- 珍獣ハンターイモト 〜ニュージーランド・恐怖のバンジージャンプランキング〜

- 大自然でお料理！ 〜間欠泉でしゃぶしゃぶはできるか？
- びしょびしょの洗濯物を戦闘機につけて飛ばしたら乾くのか？
- 世界で一番盛り上がるのは何祭り？ 〜池ポチャ祭り〜
- 世界の果て温泉同好会 〜絶対うらやましくなる湯めぐりツアー〜
- 珍獣ハンターイモト 動物図鑑スペシャル〜チーター〜

Disc-1
- 世界で一番盛り上がる祭りは何祭り？ 〜スプラッシュ祭り〜
- 珍獣ハンターイモト ワールドツアーinインド
- 10億匹のイワシの群れをフィッシング！ 〜サーディン・ラン〜
- 温泉同好会 絶対にうらやましくなる雪見温泉ツアーinオーストリア

Disc-2
- イッテQ！カレンダープロジェクト2011年1月編 内村が行く！冬富士登山
- 決戦！宮川VS手越、祭り対決！！スプラッシュ祭りinドイツ
- ペットボトルロケットで人は飛べるのか？

Disc-1
- 世界で一番盛り上がるのは何祭り？ 〜乳牛祭りinオーストラリア
- イッテQ！カレンダープロジェクト2012年9月編 〜サンドアートinイスラエル
- 男の挑戦シリーズ 〜野生の九官鳥に出川の名言をしゃべらせろ！inフィリピン
- 男の挑戦シリーズ 〜オウムは出川の名言をオウム返しするのか？inオーストラリア

Disc-2
- 珍獣ハンターイモト ワールドツアーinブラジル
- イッテQ！カレンダープロジェクト2011年9月編 〜世界一怖いバンジージャンプ〜
- 温泉同好会 秋の遠足スペシャル 天国と地獄ツアー

Disc-1
- 世界で一番盛り上がるのは何祭り？ 〜耕運機祭り〜
- 世界一長いヨーヨーは、何メートルまで戻ってくるの？
- イッテQ！水族館プロジェクトinペルー 〜デンキウナギ〜

Disc-2
- 温泉同好会inニュージーランド 発展途上アクティビティツアー
- イッテQ！カレンダープロジェクト2014年9月編 〜スマホで宇宙へ
- 珍獣ハンターイモト ワールドツアーinケニア 前編
- 珍獣ハンターイモト ワールドツアーinケニア 後編

Disc-1 宮川大輔・祭りセレクション
- 世界で一番盛り上がるのは何祭り？〜ブタ祭り〜
- 世界で一番盛り上がるのは何祭り？〜ロケット花火戦争〜
- 世界で一番盛り上がるのは何祭り？〜乳牛祭り〜
- 世界で一番盛り上がるのは何祭り？〜チーズ転がし祭り〜
- 世界で一番盛り上がるのは何祭り？〜鳥人祭り〜

Disc-2 森三中・温泉同好会の軌跡
- ジャングル温泉 in マレーシア
- 発展途上アクティビティ in ニュージーランド
- 女芸人絶叫ツアー in アメリカ〜大島親方 THE FINAL〜
- 天国地獄ツアー in オーストラリア
- 新弟子ツアー in アメリカ

Disc-3 シャッフル企画セレクション
- お祭り男出川が行く！世界で一番盛り上がるのは何祭り？ in アメリカ
- 鬼奴が行く！超田舎に泊まろう in ラオス
- 女の挑戦！超高速マシュマロキャッチ in アメリカ
- 珍獣ハンター出川ワールドツアー in アメリカ
- 内村・手越・宮川が行く！温泉同好会 in ニュージーランド

Disc-4 内村光良・傑作セレクション
- 手越祐也が挑む！世界一怖いバンジージャンプ
- 夏休み絶叫ツアー in オーストラリア
- 珍獣ハンターイモトワールドツアー〜アメリカ横断ツアー〜
- エンターテイナー出川 in アメリカ
- 内村光良50歳でバック転に挑戦！in 香港

Disc-1 出川哲朗・男の挑戦シリーズセレクション
- ペットボトルロケットで人は飛べるのか？ in タイ
- 世界一恐ろしいスカイダイビングで御来光写真を激写せよ！ in アメリカ
- リアクション芸人出川 VS 催眠術師 in アメリカ
- ご意見番出川のはじめてのおつかい in ニューヨーク
- ご意見番出川のはじめてのおつかい in イギリス

Disc-2 イモトアヤコ・珍獣ハンターセレクション
- 珍獣ハンターイモト ヨーロッパオーロラツアー
- 珍獣ハンターイモト in タンザニア
- ワールドツアースペシャル in ボリビア
- 年またぎスペシャルツアー in ベネズエラ
- 珍獣ハンターイモト VS コモドドラゴン

Disc-3 カレンダープロジェクトセレクション
- 2014年7月編〜オーシャンズ金子・バブルネットフィーディング〜
- 2015年2月編〜目指せ！女芸人軍団キナバル登頂プロジェクト〜
- 2013年5月編〜太陽と月と人類の共演！金環日食のサンセットを追え〜
- 2013年2月編〜流氷の上でイナバウアー〜
- 2014年3月編〜流氷でイナバウアーはできるのか！？ リベンジ編〜

Disc-4 手越祐也・エンターテイナーセレクション
- 伝統舞踊タンヌーラ in トルコ
- 伝統舞踊バンブーダンス in フィリピン
- グリッターペインティング in フランス
- ダブルダッチ in スペイン
- 飛行機ベアフッティング in アメリカ

### ゲームソフト
株式会社カムイよりニンテンドーDSソフト『世界の果てまでイッテQ!珍獣ハンターイモトの大冒険』が発売している（2010年5月27日発売）。

## 受賞
- 第49回ギャラクシー賞「テレビ部門優秀賞」〜イモトが挑む南米大陸最高峰アコンカグア登頂スペシャル〜[14]

- 第29回ATP賞「グランプリ」「情報・バラエティ部門最優秀賞」〜マッターホルン登頂スペシャル〜[15]

- 第54回ギャラクシー賞「テレビ部門特別賞」[16]

- TVerアワード2024「バラエティ特別賞」〜4年ぶりに手越祐也が登場!内村&宮川とイタリアお祭り参戦SP〜[17]